# 정현전
정현전(1977년 12월 24일 ~ ) 여성 5인조 그룹 베이비복스의 원년멤버이다. 팀에서 리더를 담당하였다. 1집 활동 종료 후 그녀는 멤버 정시운과 베이비복스에서 탈퇴하였다. 2집부터는 멤버 김이지가 베이비복스의 리더가 되었다. 2008년 9월 26일 SBS 공통점을 찾아라에서 출연해 화제가 되기도 하였다. 2016년 ~ 2017년 미녀들의 골프 시즌2에 참여하였다.
- 현재는 부산광역시 부산진구 초읍동 부산진고등학교 앞에서 ‘초함’이라는 식당을 운영중이다.

## 앨범
- 베이비복스 1집 (1997) : Equalizeher

## 학력
- 부산예술대학교 광고창작과